# 浮罗交怡
浮羅交怡，简称交怡，别譯蘭卡威、凌加衛島，古称龙牙菩提、龙牙交椅，是位於马六甲海峡北部的岛屿，是马来西亚吉打州海岸外104個大小群島中最大的一個。浮羅交怡在槟城北方約112公里處，行政上屬於吉打州浮罗交怡县，地理位置靠近泰国。浮羅交怡於1987年取得免稅区地位。在马来西亚第4任首相马哈迪·莫哈末大力发展下，如今島上的經濟以旅遊業為主要行業。

## 名称
浮罗交怡的马来语名称为Pulau Langkawi。2008年吉打苏丹阿都哈林赐予该岛“吉打宝石”的称号，马来语全称Langkawi Permata Kedah，以此宣示吉打对浮罗交怡的主权。

### 中文名称
浮罗交怡为马来西亚本地华人长久以来所使用的名称，在1920年代就已相当普遍。「浮罗交怡」（白話字：Phû-lô Kau-î）是福建话音译名称，「浮罗」为Pulau（岛），「交怡」是Langkawi后半段kawi的省译。马来西亚华语规范理事会以浮罗交怡为规范中文名称。1999年华社研究中心出版的《马来西亚中文地名手册》也定名为浮罗交怡。2021年马来西亚语范出版的《华文译名手册3》也同样规范为浮罗交怡。浮罗交怡简称为交怡。
中国民间常用译名则是兰卡威，这一名称至今广泛出现在中文网络文章与各大社交媒体上。然而，此译名在马来西亚本地华人社群中并不普及，强行使用「兰卡威」者常被本地华人抨击为不尊重既有地名。此外「兰卡威」用字也被批评不符合翻译习惯，“兰”字的韵尾为-n，与马来语中“lang”的鼻音结尾不符；“卡”字为送气音，而马来语“ka”则为不送气音。中国官方新闻通讯社新华社则有将Pulau Langkawi译为凌家卫岛。

## 歷史

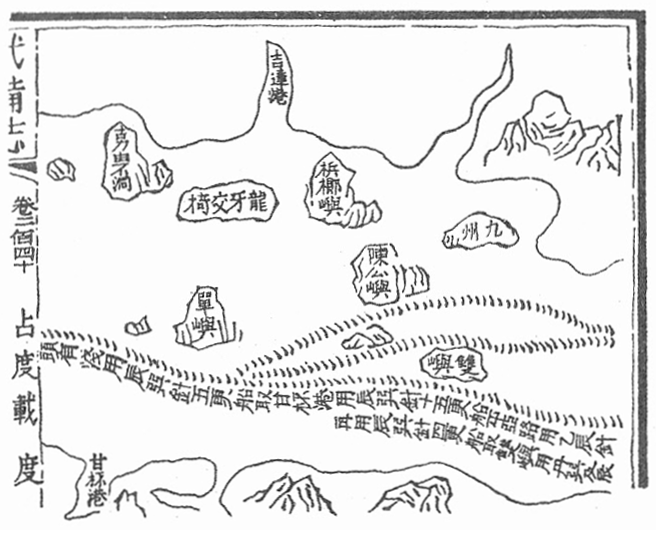
《武备志》中的《郑和航海图》，槟榔屿旁标示的「龙牙交椅」，即是浮罗交怡

1987年，时任首相马哈迪·莫哈末宣布浮罗交怡为免税岛，并且设立浮罗交怡发展机构。在马哈迪掌政期间，他也批准了建设瓜埠码头（Kuah Jetty），然后于1988年建设浮罗交怡国际机场。
此外，为了发展该岛屿，政府从1991年起举办浮罗交怡国际海事及航空展览（LIMA），而1996年及2003年，则先后开始举办罗交怡脚车长途赛（Le Tour De Langkawi）及皇家国际帆船邀请赛（Royal Langkawi International Regatta）。2017年，浮罗交怡迎来232万6779人次的本地及外国游客。2019年，浮罗交怡迎来350万人次的游客人数。
2020年11月4日，馬來西亞流行2019冠状病毒病，前首相马哈迪·莫哈末在部落格上发文表示对浮罗交怡的旅游业感到忧心，因此他促请政府重新检讨2019冠状病毒病马来西亚行动管制令，如果能起到帮助，他将继续提出其他想法。
2024年6月24日，马来西亚旅游、艺术及文化部副部长凯鲁菲道斯在国会宣布将浮罗交怡定位为穆斯林首选旅游目的地，结果引发争议，担心保守化政策将对旅游业带来严重冲击。

## 交通

### 海路
- 有快艇服務從浮羅交怡的瓜鎮（Kuah）往返玻璃市港口（Kuala Perlis），吉打港口（Kuala Kedah）和檳城。
- 從吉打港口往浮羅交怡大約需時約60分鐘（船費23令吉），而從玻璃市港口只須45分鐘（約4美元），從檳城則較遠，需時約120分鐘（約5美元）。

### 空路
浮羅交怡有本身的國際機場。馬來西亞航空公司有班機直航吉隆坡與檳城。此外，馬來西亞廉價航空公司亞洲航空公司也有提供航班直航吉隆坡及槟城。从吉隆坡飞行需时大约55分钟就可到达浮罗交怡国际机场。

## 旅遊景點
- 雄鹰广场（Dataran Lang）
- 瑪蘇麗陵墓（Makam Mahsuri）
- 黑米仓（Beras Terbakar）
- 黑沙灘（Pantai Pasir Hitam）
- 珍南海滩（Pantai Chenang）
- 丹绒鲁海滩（Pantai Tanjung Rhu）
- 熱水湖（Air Panas）
- 马哈迪首相纪念馆（Galeria Perdana）
- 森林圖書館（Book Village）
- 孕婦島（Pulau Dayang Bunting）
- 兰卡威传奇公园（Taman Lagenda Langkawi）
- 空中缆车（Kereta kabel Langkawi）
- 马哈塔（Maha Tower）
- 七仙井（Perigi Tujuh）

## 图片集
- 浮羅交怡地圖
- 浮罗交怡天空之桥
- 浮罗交怡缆车
- 珍南海滩
- 七仙井的瀑布
- 马来西亚首相马哈迪·莫哈末（左二）在浮罗交怡（1997年12月）

## 姊妹市
- 伊朗基什島[24]
- 印度尼西亞西努沙登加拉省馬塔蘭